# Andrzej Brzeziński (fotograf)
Andrzej Brzeziński (ur. w 1944 w Lublinie, zm. w 2008 w Warszawie) − polski fotograf, reportażysta.

## Życiorys
Studiował fizykę w Uniwersytecie Warszawskim. Członek Warszawskiego Towarzystwa Fotograficznego, gdzie prowadził grupę „Medium”. Od 1971 roku uprawiał fotografię reportażową, stosował obiektywy szerokokątne i fotografował bez precyzyjnego pomiaru ostrości. Rezultatem była wystawa Spotkania w galerii Hybrydy w Warszawie w 1979.
Próbował stosować niektóre postulaty fotografii konceptualnej − wystawa Algorytmy w Małej Galerii ZPAF w Warszawie. Tworzył także w konwencji street photography, wpisując się w nurt fotografii socjologicznej. Posługując się samodzielnie skonstruowanym obiektywem lustrzanym o ogniskowej 1000 mm. Efektem była wystawa Twarze w galerii Hybrydy w Warszawie w 1981 roku. Wystawy Homeostazja i Transmutacje, w Gdańskiej Galerii Fotografii w 1987 roku, wskazywały na klasyczne rozumienie fotografii. 
Prace artysty znajdują się w zbiorach Muzeum Narodowego we Wrocławiu. 
Uczestniczył również w dwóch ważnych wystawach zbiorowych Polska Fotografia XX wieku w Warszawie w 2007 i Polska sztuka lat 80. z kolekcji C.S.W w Centrum Sztuki Współczesnej w Warszawie w 2011.